# الشبكة الاجتماعية
الشبكة الاجتماعية (بالإنجليزية: The Social Network)‏ هو فيلم درامي من إنتاج عام 2010 يحكى الفيلم تأسيس موقع خدمة الشبكة الاجتماعية فيسبوك والدعاوى القضائية المتعلقة به، أخرج الفيلم ديفيد فينشر.

## القصة
في عام 2003 كان لدى مارك زوكربيرج الطالب في جامعة هارفارد فكرة إنشاء موقع ويب لتقييم جاذبية طالبات جامعة هارفارد بعد ما أنهت صديقته إريكا علاقتها معه، أخترق مارك قواعد بيانات الطلاب من مواقع جامعية وحمل صور وأسماء طالبات الجامعة واستخدم خوارزمية لترتيب لاعبي الشطرنج له قدمها له صديقه إدواردو سافرين، وأنشأ موقع باسم "FaceMash"، حيث يمكن للطلاب الذكور اختيار بين فتاتين يعرضن في وقت واحد من هي الأكثر جاذبية.
وقد تعطلت الشبكة الخاصة بالجامعة بسبب كثرة دخول الطلبة على هذا الموقع، وعاقبت الجامعة مارك بوضعة تحت المراقبة الأكاديمية لمدة ست أشهر بتهمة اختراق خصوصية الطلبة، وأصبح مارك منبوذ بين معظم طالبات جامعة هارفارد. ومع ذلك، فإن شعبية "FaceMash" جلبت له اهتمام كاميرون وينكليفوس تايلر وينكليفوس، التوائم المتماثلة وأعضاء فريق التجديف في جامعة هارفارد، وشريكهم ديفيا نارندرا. ونتيجة لذلك عمل معهم كمبرمج في موقعهم Harvard Connection.
يستند الفيلم إلى كتاب «مليونيرات بالصدفة» وبعضه مبنى على حقائق والتي تصف زوكربيرج بأنه انطوائي وعبقري مهووس والذي يتوجه لخلق نوع جديد من التفاعل الاجتماعي من خلال الإنترنت، على الرغم من أن هذا تسبب في فقده أقرب أصدقائه في حياته الواقعية.

## وصلات خارجية
- الموقع الرسمي
- الشبكة الاجتماعية على موقع IMDb (الإنجليزية)
- الشبكة الاجتماعية على موقع ميتاكريتيك (الإنجليزية)
- الشبكة الاجتماعية على موقع الموسوعة البريطانية (الإنجليزية)
- الشبكة الاجتماعية على موقع روتن توميتوز (الإنجليزية)
- الشبكة الاجتماعية على موقع نتفليكس (الإنجليزية)
- الشبكة الاجتماعية على موقع قاعدة بيانات الأفلام العربية
- الشبكة الاجتماعية على موقع ألو سيني (الفرنسية)
- الشبكة الاجتماعية على موقع Turner Classic Movies (الإنجليزية)
- الشبكة الاجتماعية على موقع أول موفي (الإنجليزية)
- الشبكة الاجتماعية على موقع بوكس أوفيس موجو (الإنجليزية)
- تعليق زوكربيرج على الفيلم على يوتيوب